# Smyrna (genre)
Pour les articles homonymes, voir Smyrna.
Genre
Smyrna est un genre néotropical de lépidoptères (papillons) de la famille des Nymphalidae, de la sous-famille des Nymphalinae.

## Liste des espèces
D'après Funet:
- Smyrna blomfildia (Fabricius, 1781)
- Smyrna karwinskii Geyer, 1833